# Spomenice Slovenske vojske
Spomenice Slovenske vojske su priznanja koje je dodijelio ministar obrane Republike Slovenije. Odlikovanje je definirano u Pravilniku o priznanjih Ministrstva za obrambo.

## Popis
- bojna spomenica Krakovski gozd
- spomenica 15. obletnica manevrske strukture narodne zaščite
- spomenica povodom 5. obljetnice rata za Sloveniju
- spomenica povodom 10. obljetnice rata za Sloveniju
- spomenica Alba
- spomenica Borovnica
- spomenica Brnik
- spomenica Bukovje 1991
- spomenica Cerklje
- spomenica Oddajnik Domžale 1991
- spomenica Dravograd 1991
- spomenica Fernetiči 1991
- spomenica Gibina
- spomenica Golte 1991
- spomenica Gornja Radgona
- spomenica Holmec
- spomenica Hrast
- spomenica Kačure
- spomenica Kanal
- spomenica Karavanški predor
- spomenica Komenski kras 1991
- spomenica Koseze
- spomenica Krakovski gozd 1991
- spomenica Kum
- spomenica Kuzma
- spomenica Limbuš
- spomenica Ljutomer 1991
- spomenica Luka Koper
- spomenica Maribor - Dobova
- spomenica Medvedjek
- spomenica Načelniki pokrajinskih štabov TO 1991
- spomenica Načelnik Republiškega štaba TO 1991
- spomenica Nanos 1991
- spomenica Nova vas
- spomenica Obranili domovino 1991
- spomenica Ormož
- spomenica Orožja nismo oddali
- spomenica Otovec
- spomenica Pekre
- spomenica Pogajanja 1991
- spomenica Poganci
- spomenica Pokljuka 1991
- spomenica Poveljnik specialne brigade MORiS 1991
- spomenica Poveljniki pokrajinskih štabov TO 1991
- spomenica Premik 1991
- spomenica Presika
- spomenica Prilipe
- spomenica Pristava 1991
- spomenica Rajhenav 1991
- spomenica Razkrižje 1991
- spomenica Rigonce
- spomenica Robič 1991
- spomenica Rožna dolina - Vrtojba
- spomenica Rožnik
- spomenica Šentilj
- spomenica Štrihovec
- spomenica Trzin
- spomenica Vražji kamen
- spomenica Vražji kamen - Otovec
- spomenica Zavarovanje minskih polj
- spomenica za zasluge pri organiziranju nove TO RS 1991
- spomenica za zavzetje skladišča Borovnica
- spomenica Zgornja Ložnica
- spomenica Zvest Sloveniji 1991
- znak Manevrske strukture narodne zaščite 1990
- spomenica Vojašnice